# Вапіті
Вапіті (Cervus canadensis) — вид оленів, що живе у Північній Америці і в Азії. Близький до оленя благородного. Сягає висоти у плечах близько 150 см. У самців спина і боки світлі, сірувато-жовті, шия, живіт і ноги дуже темні, коричнево-чорні. В основі хвоста широке світло-жовте поле, що заходить на круп. Роги великі, з 6-7 відростками, розміщеними в одній площині; найбільших розмірів досягає четвертий відросток, у місці відходження якого стовбур утворює різкий вигин назад. Вага рогів до 16 кг. Вапіті не є об'єктом полювання, однак чисельність його скорочується.

## Підвиди
Деякі підвиди:
| Вид                                                | Латинська назва                | Популяція | Коротка інформація |
| -------------------------------------------------- | ------------------------------ | --------- | --- |
| †Канадський олень (англ. Eastern Elk)              | Cervus canadensis canadensis   | 0         | Вважається вимерлим. Мешкав у канадській провінції Онтаріо та південному Квебеку, у багатьох східних штатах, включаючи Пенсільванію, крім Нової Англії та Флориди |
| Олень Рузвельта (англ. Roosevelt Elk)              | Cervus canadensis roosevelti   | 117 000   | Зустрічається в штатах США Каліфорнія, Орегон, Вашингтон і на острові Ванкувер.                                                                                   |
| Каліфорнійський олень (англ. California Elk, Tule) | Cervus canadensis nannodes     | 3200      | Вид під захистом, живе в Каліфорнії. |
| (англ. Rocky Mountain Elk)                         | Cervus canadensis nelsoni      | 850 000   | Зустрічається на широкій території від канадської провінції Британська Колумбія до штату Нью-Мексико.                                                             |
| †(англ. Merriam Elk)                               | Cervus canadensis merriami     | 0         | Вимерлий підвид. Жив у штатах Техас, Нью-Мексико і в горах Аризони.                                                                                               |
| (англ. Manitoban Elk)                              | Cervus canadensis manitobensis | 21 000    | Зустрічається в північних преріях та прилеглих лісах канадської провінції Манітоба.                                                                               |
| англ. Alashan wapiti                               | Cervus canadensis alashanicus  | ?         | Північ Китаю |
| англ. Altai wapiti                                 | Cervus canadensis sibiricus    | ?         | пн.-сх. Казахстан, пн. Сіньцзян, пд. Сибір, пн. Монголія |
| англ. Manchurian wapiti                            | Cervus canadensis xanthopygus  | ?         | пд. Сибір, Російський Далекий Схід, Уссурія, Маньчжурія |
| англ. Sichuan deer                                 | Cervus canadensis macneilli    | ?         | цн. і пд.-зх. Китай |
| англ. Tibetan red deer                             | Cervus canadensis wallichii    | ?         | Тибетський автономний район, Бутан |